# Elaine May
Elaine May (Filadèlfia, Pennsilvània, Estats Units, 21 d'abril de 1932) és una actriu, directora i guionista estatunidenca.

## Biografia
Elaine May, nascuda Elaine Iva Berlin a Filadèlfia el 1932, és filla de pares jueus, l'escenògraf i actor Jack Berlin i l'actriu Ida Berlin. De petita va actuar amb el seu pare en el seu grup de teatre ídix a través del país. Els seus començaments a l'escena va ser als tres anys. Com que el grup feia nombroses gires, al deu anys ja havia anat a cinquanta escoles diferents. Deia que detestava l'escola i passava el seu temps lliure a casa llegint contes de fades i mitologia. El seu pare va morir quan ella tenia onze anys; després, la seva mare i ella es van traslladar a Los Angeles.
May va abandonar l'escola quan tenia catorze anys. Dos anys més tard, als setze, es va casar amb Marvin May, un enginyer i inventor de joguines. Van tenir una filla, Jeannie Berlin, que seria actriu i guionista. El 1960 es van divorciar i un any més tard es va casar amb el lletrista Sheldon Harnick el 1962, conegut pel seu treball a «Fiddler On The Roof». El seu matrimoni va ser de curta durada, es van divorciar un any més tard. Es va casar llavors amb el seu psicoanalista, el Dr. David L. Rubinfine, i el matrimoni va durar fins a la mort d'ell, el 1982. La seva relació sentimental de més durada va ser amb l'escenògraf i coreògraf americà Stanley Donen, a qui va conèixer l'any 1999 i van estar junts fins que ell va morir, l'any 2019.
Després del seu divorci amb Marvin May, va estudiar art dramàtic amb Maria Ouspenskaia. També va fer petites feines durant aquell període i va intentar inscriure's a la universitat. Però a Califòrnia les universitats exigien un diploma d'estudis secundaris, que ella no tenia. En assabentar-se que la Universitat de Chicago era una de les poques que acceptaven estudiants sense diploma, amb 7 dòlars a la butxaca i en autoestop, va marxar cap a Chicago.
Poc després de la seva arribada a Chicago, el 1950, May va començar a assisir com a oient a la universitat, però sense estar-hi inscrita. No obstant això, de vegades debatia amb els seus professors. Mike Nichols, que era llavors actor en el grup teatral de la universitat, recordava anys més tard l'arribada de May a la seva classe de filosofia.
El 1955, May va incorporar-se a un nou grup de teatre d'improvisació fora del campus que havien creat Paul Sills i David Shepherd.

## Filmografia

### Guionista
- 1971: A New Leaf
- 1971: Such Good Friends
- 1976: Mikey and Nicky
- 1978: El cel pot esperar (Heaven Can Wait)
- 1981: Rojos (Reds) (script doctor)
- 1982: Tootsie (sense acreditar)
- 1987: Ishtar
- 1994: Llop (script doctor)
- 1996: L'olla de grills (The Birdcage)
- 1998: Primary Colors

### Directora
- 1971: A New Leaf
- 1972: El trencacors (The Heartbreak Kid)
- 1976: Mikey and Nicky
- 1987: Ishtar

### Actriu
- 1967: Bach to Bach: una dona
- 1967: Luv: Ellen Manville
- 1967: Enter Laughing: Angela Marlowe
- 1971: A New Leaf: Henrietta Lowell
- 1978: California Suite: Visitants de Philadelphia - Millie Michaels
- 1987: Ishtar
- 1990: In the Spirit: Marianne Flan
- 2000: Lladres d'estar per casa (Small Time Crooks): May
- 2016: Crisis in Six Scenes: Kay Munsinger (6 episodis)
- 2021: The Good Fight: Ruth Bader Ginsburg (2 episodis)
- 2021: The Same Storm: Ruth Lipsman Berg

## Premis i nominacions

### Premis
- 1999: BAFTA al millor guió adaptat per Primary Colors

### Nominacions
- 1972: Globus d'Or a la millor actriu musical o còmica per A New Leaf
- 1979: Oscar al millor guió adaptat per El cel pot esperar
- 1999: Oscar al millor guió adaptat per Primary Colors